# Kolonia (Zarudzie)
Kolonia – część wsi Zarudzie w Polsce, położona w województwie lubelskim, w powiecie zamojskim, w gminie Nielisz.
W latach 1975–1998 Kolonia administracyjnie należała do województwa zamojskiego.